# جو هيرندون
جو هيرندون (بالإنجليزية: Joe Herndon)‏ هو مغني أمريكي، ولد في 5 يناير 1949.